# Rue Charles-Luizet
La rue du Charles-Luizet est une voie du 11e arrondissement de Paris, en France.

## Situation et accès
La rue Charles-Luizet est une voie publique située dans l'ouest du 11e arrondissement de Paris, quartier Saint-Ambroise. Il s'agit d'une voie rectiligne, orientée est-ouest et ne mesurant que 12 m de long pour autant de large, ce qui en fait l'une des plus courtes voies parisiennes. Elle relie le boulevard des Filles-du-Calvaire, entre les nos 16 et 18, et la rue Amelot, entre les nos 107 et 109. Ces deux voies, parallèles, ne sont pas situées au même niveau, la rue Amelot étant plus basse que le boulevard des Filles-du-Calvaire : la rue Charles-Luizet comprend donc un escalier d'une dizaine de marches permettant de compenser cette différence.

## Origine du nom
Elle porte le nom de Charles Luizet (1903-1947), résistant et compagnon de la Libération, préfet de police de Paris le 19 août 1944.

## Historique
La zone de l'actuelle rue Charles-Luizet est occupée, à partir de la seconde moitié du XIVe siècle, par l'enceinte de Charles V, entourant Paris. Dans les années 1670, cette enceinte est considérée comme obsolète et elle est détruite, laissant place aux Grands Boulevards. Du côté de l'actuel 11e arrondissement, le boulevard des Filles-du-Calvaire correspond à la muraille tandis que la rue Amelot occupe le terrain des anciens fossés, ce qui explique leur différence d'altitude.
Au début du XIXe siècle, la zone n'est pas lotie. Les immeubles séparant les deux voies sont construits au cours du XIXe siècle et la rue Charles-Luizet apparait à ce moment-là ; elle n'est toutefois pas nommée.
Provisoirement nommée « voie T/11 », la rue prend par arrêté municipal du 9 septembre 1980 le nom de « rue Charles-Luizet ».